# Batilly (Orne)
Batilly è un comune francese di 176 abitanti situato nel dipartimento dell'Orne nella regione della Normandia.

## Società

### Evoluzione demografica
Abitanti censiti